# Mahmoud Khalil Salem
Mahmoud Khalil Salem (også kendt som Fis-Fis, Fiz-Fiz eller Fez-Fez) er en statsløs palæstinenser og bandeleder. Han er født 1969 eller 1970 i Libanon, men flyttede til Danmark i 1993, hvor han på et tidspunkt blev leder af Black Ghosts, en bande kriminelle i Vollsmose i Odense. Han blev den 30. marts 2011 ved Østre Landsret idømt 6 års fængsel, men blev ikke udvist som påstået af anklagemyndigheden. Anklagemyndigheden begærede imidlertid spørgsmålet om udvisning forelagt for Højesteret, der ved dom af den 11. oktober 2011 udviste Mahmoud Khalil Salem for bestandig. Som statsløs palæstinenser er det imidlertid vanskeligt at gennemføre udvisningen, hvorfor Salem i oktober 2011 forventedes at forblive i Danmark på tålt ophold.
I august 2015 lykkedes det dog at fuldbyrde udvisningen til Libanon.
Landsrettens afvisning af at lade Salem udvise medførte en række forargede reaktioner fra en række politikere. Mahmoud Khalil Salems forhold vakte yderligere politisk debat i 2011, da det kom frem, at Salem under afsoningen af dommen på 6 års fængsel fortsat kunne modtage førtidspension.
Mahmoud Khalil Salem og advokaten Michael Juul Eriksen valgte at indbringe sagen for menneskerettighedsdomstolen. De mente, at Den Europæiske Menneskerettighedskonventions artikel 8 var overtrådt i forhold til Mahmoud Khalil Salems ret til familieliv. Menneskerettighedsdomstolen sagde i sin dom, at Højesteret nøje har afvejet hensynet til Fisfis' familieliv overfor alvoren i hans forbrydelser, da den traf beslutningen om udvisning. Menneskerettighedsdomstolen afviste derfor Mahmoud Khalil Salems klage, og udvisningen stod derfor ved magt. Mahmoud Khalil Salem havde ikke yderligere juridiske muligheder for at få omgjort udvisningsdommen.